# Anthurium redolens
Anthurium redolens är en kallaväxtart som beskrevs av Thomas Bernard Croat. Anthurium redolens ingår i släktet Anthurium och familjen kallaväxter. Inga underarter finns listade.